# 에드워드 버넷 타일러

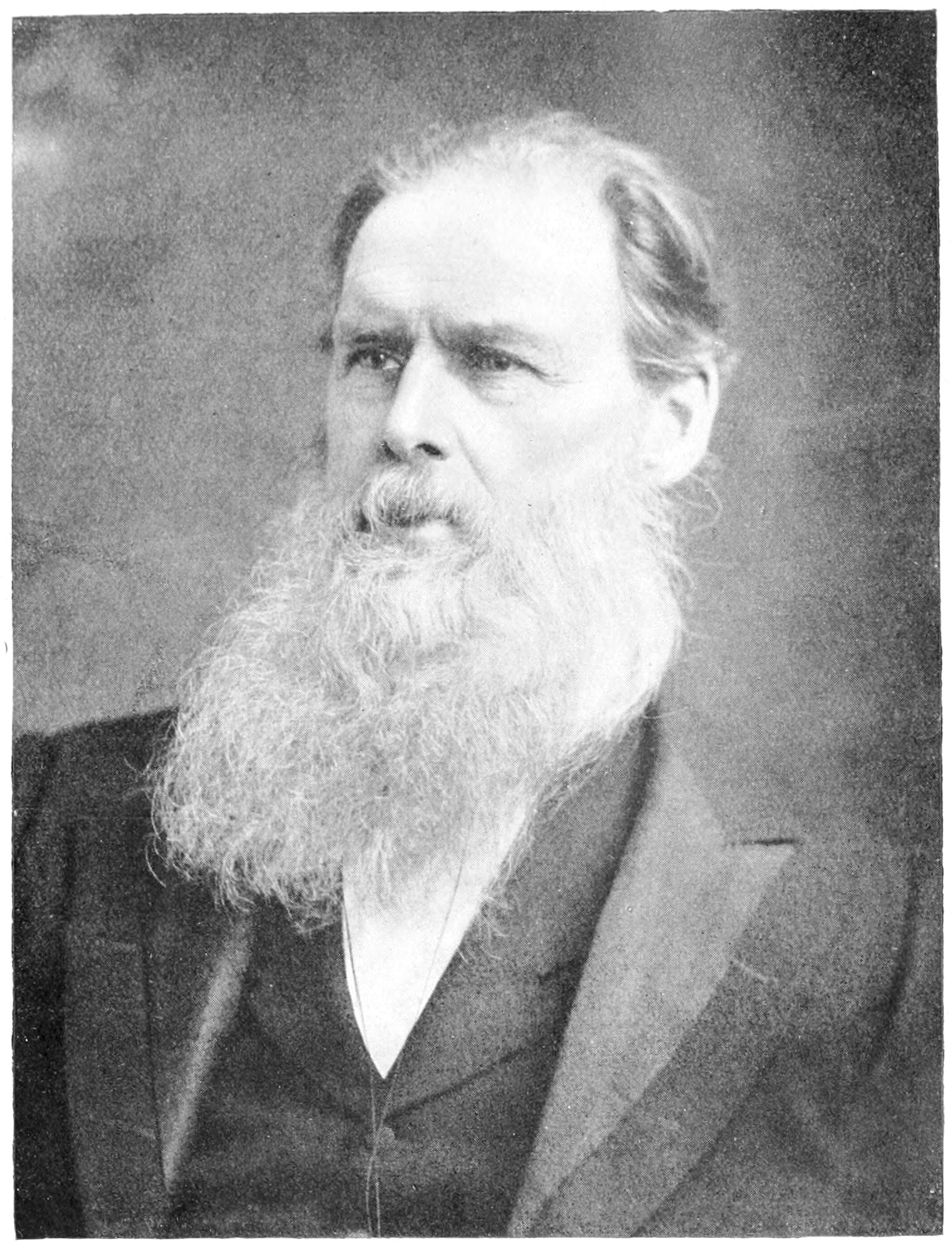
에드워드 버넷 타일러(1917년)

에드워드 버넷 타일러 경(Sir Edward Burnett Tylor, 1832년 10월 2일~1917년 1월 2일)은 영국의 인류학자이다. 1896년 옥스퍼드 대학교 최초의 인류학 교수가 되었다. 종교와 관련한 애니미즘 이론으로 알려졌으며, 인류학 연구의 대상을 문화에서 찾았다. 그는 문화에 대한 최초의 고전적 학술적 정의를 시도한 사람이다. 그에 따르면 문화란(혹은 문명) 보다 넓은 민족지학적인 의미에서 “지식, 신앙, 예술, 도덕, 법, 관습 그리고 사회 구성원으로서 인간에 의해 얻어지는 또 다른 능력과 습관들을 포함하는 복잡한 통합”이라고 한다. 그는 이 용어를 인위적으로 가공된 세계의 모든 총체적 집합으로 사용하였다. 인류학 연구의 새 분야를 많이 개척하여 '인류학의 아버지'로 불린다. 저서로는 애니미즘 이론을 쓴 《원시 문화》, 《인류학》 등이 있다.

## 서훈
- 1912년 Knight Bachelor(기사작위) 서임

## 같이 보기
- 앤드루 랭